# Alberto de Oliveira Horta
Alberto de Oliveira Horta foi um sertanista e bandeirante, irmão do também bandeirante Francisco Pais de Oliveira Horta. Eram filhos de Salvador de Oliveira Horta e Antônia Pais de Queiroz e descendentes do sertanista Rafael de Oliveira, O Velho, e Catarina de Figueiredo da Horta.
Alberto, ainda adolescente, acompanhou a bandeira de Antônio Raposo Tavares às reduções dos tapes, e em 1639 o acompanhou ao Norte a fim de combater os holandeses, tendo tomado parte na célebre retirada do mestre de campo Luís Barbalho Bezerra; e sempre com Antônio Raposo Tavares, seguiu em 1648 contra os índios serranos. Era casado com Sebastiana da Rocha.
Silva Leme descreve sua descendência no volume IV, pg 315 da «Genealogia Paulistana».